# Eduard II van Engeland
Eduard II van Carnarvon (Engels: Edward, Caernarfon (Wales), 25 april 1284 – Berkeley Castle (Gloucestershire), 21 september 1327) was koning van Engeland van 1307 tot 1327. Hij was de vierde zoon van Eduard I en Eleonora van Castilië. Hij werd troonopvolger als gevolg van het overlijden van zijn oudere broers. Hij was de eerste Engelse kroonprins die de titel prins van Wales kreeg.
Eduard zou trouwen met Filippa van Vlaanderen, de dochter van Gwijde van Dampierre, de graaf van Vlaanderen, die steun zocht bij de Engelsen tegen zijn leenheer, de Franse koning Filips IV. Dat kwamen Gwijde en Eduards vader in 1294 in Lier overeen. De Franse koning verhinderde dit huwelijk door Gwijde en zijn dochter naar Frankrijk uit te nodigen en ze dan beiden gevangen te zetten. Gwijde werd na bemiddeling van onder meer paus Bonifatius VIII vrijgelaten in 1295, terwijl zijn dochter Filippa in het Louvre opgesloten bleef en er overleed in 1306.
In 1308 trouwde Eduard met Isabella, de dochter van de Franse koning Filips IV. Het huwelijk zou geen succes worden. Eduard verwaarloosde zijn vrouw, en er gingen geruchten dat hij homoseksueel zou zijn, aangezien hij het gezelschap van mannen prefereerde, onder wie de Franse edelman Piers Gaveston, Roger d'Amory en Hugh le Despenser. Niettemin kwamen uit het huwelijk met Isabella vier kinderen voort: twee zoons, Eduard en
Jan, en twee dochters, Eleonora en Johanna, die de vrouw zou worden van David II van Schotland.
Eduard was geen sterke bestuurder en had een voorliefde voor vermaak. De strijd met de Schotten die zijn vader had ingezet, liet hij versloffen. Door zijn kennelijk gebrek aan zelfvertrouwen liet hij het bestuur liever aan anderen over. Al tijdens het koningschap van zijn vader stond hij onder invloed van Gaveston, die - onder druk van de adel - door de koning werd verbannen.
Na de dood van Eduard I haalde hij zijn vriend Gaveston echter terug en maakte hem graaf van Cornwall. Gaveston trad ook op als regent als Eduard in het buitenland was. De baronnen protesteerden daartegen en het lukte hen uiteindelijk Gaveston opnieuw te verdrijven, en in 1312 werd hij vermoord.
Eduard werd vervolgens gedwongen toezicht op het bestuur toe te staan via een regeringsraad van 21 baronnen, de "Lords Ordainers". Tijdens het geruzie met de baronnen wist Robert I van Schotland (the Bruce) Schotland grotendeels te heroveren. Dat ging ook Eduard te ver. In juni 1314 trok hij met een groot leger naar het noorden, maar hij werd verpletterend verslagen in de slag om Bannockburn, waarna Robert wraak nam op de daden van Eduard en zijn vader door het noorden van Engeland te verwoesten.
Daarna liet Eduard het bestuur opnieuw over aan zijn gunsteling Hugh le Despenser. Ook dat was reden voor de baronnen om in opstand te komen. Ook Despenser en zijn familie werden verbannen. In 1322 haalde hij de familie echter terug uit ballingschap en ging de strijd aan met de baronnen. De jaren daarop werd Engeland in feite geregeerd door de Despensers.

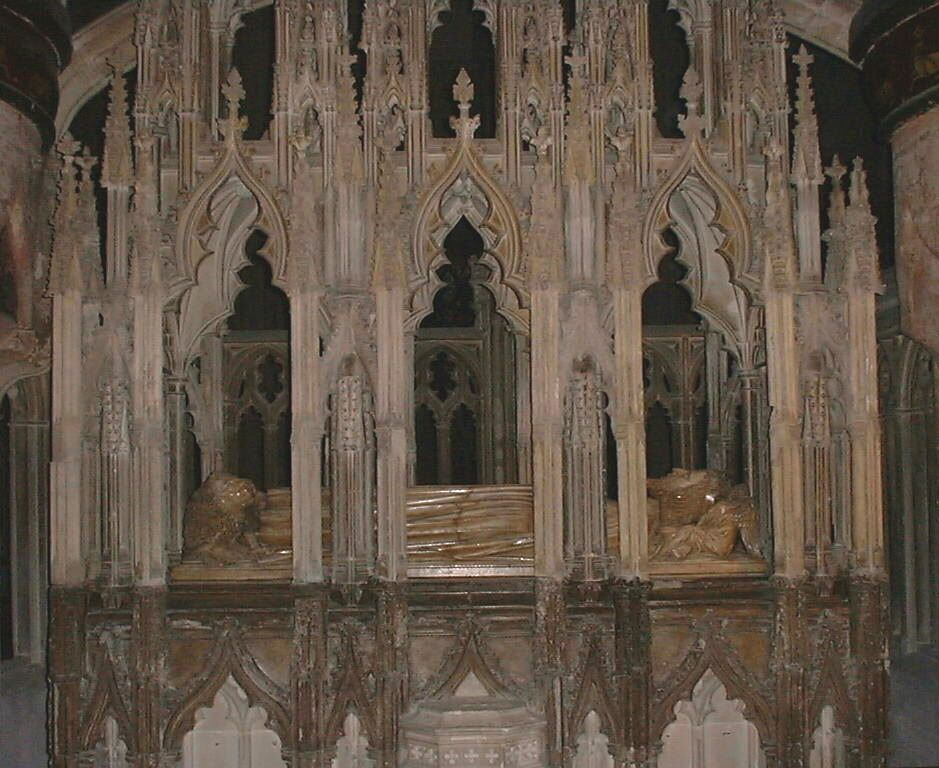
Graftombe van Eduard II

In 1325 kwam ook de koningin in actie. Na een kort verblijf in Frankrijk wilde zij niet terugkeren als haar man de Despensers aan de macht zou laten. Samen met haar zoon en een van de verbannen baronnen, Roger Mortimer, keerde zij terug, vastbesloten de Despensers te verdrijven. Eduards volgelingen verlieten hem, en hij vluchtte naar het westen. Zijn vrouw volgde hem en liet Hugh le Despenser en diens zoon ter dood brengen. In november werd Eduard gevangengenomen. In januari 1327 werd hij op beschuldiging van incompetentie en allerlei wangedrag gedwongen af te treden ten gunste van zijn 14-jarige zoon Eduard III, waarbij de feitelijke macht werd uitgeoefend door zijn vrouw Isabella en haar minnaar Roger Mortimer. Eduard II stierf hetzelfde jaar in Berkeley Castle. Het is niet zeker of hij vermoord werd door het nieuwe regime dan wel of hij een natuurlijke dood stierf, versneld door zijn gevangenschap.
Mortimer en Isabella hebben weinig plezier beleefd aan hun machtsgreep: toen Eduard III in 1330 meerderjarig werd, liet hij Mortimer als verrader terechtstellen. Zijn moeder rangeerde hij uit op een nette manier. Zij overleed in Hertford in 1358.
De Engelse toneelschrijver Christopher Marlowe wijdde een toneelstuk aan Eduard II, waarop ook de film Edward II (1991) van Derek Jarman is gebaseerd. 

## Kwartierstaat (voorouders)
| Jan zonder Land (ca. 1166-1216)   | Jan zonder Land (ca. 1166-1216)   | Jan zonder Land (ca. 1166-1216)   | Jan zonder Land (ca. 1166-1216)   | Jan zonder Land (ca. 1166-1216)      | Jan zonder Land (ca. 1166-1216)      | Isabella van Angoulême (ca. 1188-1246 ) | Isabella van Angoulême (ca. 1188-1246 ) | Isabella van Angoulême (ca. 1188-1246 ) | Isabella van Angoulême (ca. 1188-1246 ) | Isabella van Angoulême (ca. 1188-1246 ) | Isabella van Angoulême (ca. 1188-1246 ) |                                   |                                   | Raymond Berengarius V van Provence (1198-1245) | Raymond Berengarius V van Provence (1198-1245) | Raymond Berengarius V van Provence (1198-1245) | Raymond Berengarius V van Provence (1198-1245) | Raymond Berengarius V van Provence (1198-1245) | Raymond Berengarius V van Provence (1198-1245) | Beatrix van Savoye (1205-1266)        | Beatrix van Savoye (1205-1266)        | Beatrix van Savoye (1205-1266) | Beatrix van Savoye (1205-1266) | Beatrix van Savoye (1205-1266)         | Beatrix van Savoye (1205-1266)         |                                        |                                        | Alfons IX van León (1171-1230)         | Alfons IX van León (1171-1230)         | Alfons IX van León (1171-1230) | Alfons IX van León (1171-1230) | Alfons IX van León (1171-1230)         | Alfons IX van León (1171-1230)         | Berenguela van Castilië (1180-1246)    | Berenguela van Castilië (1180-1246)    | Berenguela van Castilië (1180-1246)    | Berenguela van Castilië (1180-1246)    | Berenguela van Castilië (1180-1246) | Berenguela van Castilië (1180-1246) |                                    |                                    | Simon van Dammartin (ca. 1180-1239) | Simon van Dammartin (ca. 1180-1239) | Simon van Dammartin (ca. 1180-1239)   | Simon van Dammartin (ca. 1180-1239)   | Simon van Dammartin (ca. 1180-1239)   | Simon van Dammartin (ca. 1180-1239)   | Maria van Ponthieu (1199-1250)        | Maria van Ponthieu (1199-1250)        | Maria van Ponthieu (1199-1250) | Maria van Ponthieu (1199-1250) | Maria van Ponthieu (1199-1250) | Maria van Ponthieu (1199-1250) |  |  |  |  |  |  |  |  |  |  |  |  |  |  |  |  |  |  |  |  |  |  |  |  |  |  |  |  |  |  |  |  |  |  |  |  |  |  |  |  |  |  |  |  |  |  |  |  |
| Jan zonder Land (ca. 1166-1216)   | Jan zonder Land (ca. 1166-1216)   | Jan zonder Land (ca. 1166-1216)   | Jan zonder Land (ca. 1166-1216)   | Jan zonder Land (ca. 1166-1216)      | Jan zonder Land (ca. 1166-1216)      | Isabella van Angoulême (ca. 1188-1246 ) | Isabella van Angoulême (ca. 1188-1246 ) | Isabella van Angoulême (ca. 1188-1246 ) | Isabella van Angoulême (ca. 1188-1246 ) | Isabella van Angoulême (ca. 1188-1246 ) | Isabella van Angoulême (ca. 1188-1246 ) |                                   |                                   | Raymond Berengarius V van Provence (1198-1245) | Raymond Berengarius V van Provence (1198-1245) | Raymond Berengarius V van Provence (1198-1245) | Raymond Berengarius V van Provence (1198-1245) | Raymond Berengarius V van Provence (1198-1245) | Raymond Berengarius V van Provence (1198-1245) | Beatrix van Savoye (1205-1266)        | Beatrix van Savoye (1205-1266)        | Beatrix van Savoye (1205-1266) | Beatrix van Savoye (1205-1266) | Beatrix van Savoye (1205-1266)         | Beatrix van Savoye (1205-1266)         |                                        |                                        | Alfons IX van León (1171-1230)         | Alfons IX van León (1171-1230)         | Alfons IX van León (1171-1230) | Alfons IX van León (1171-1230) | Alfons IX van León (1171-1230)         | Alfons IX van León (1171-1230)         | Berenguela van Castilië (1180-1246)    | Berenguela van Castilië (1180-1246)    | Berenguela van Castilië (1180-1246)    | Berenguela van Castilië (1180-1246)    | Berenguela van Castilië (1180-1246) | Berenguela van Castilië (1180-1246) |                                    |                                    | Simon van Dammartin (ca. 1180-1239) | Simon van Dammartin (ca. 1180-1239) | Simon van Dammartin (ca. 1180-1239)   | Simon van Dammartin (ca. 1180-1239)   | Simon van Dammartin (ca. 1180-1239)   | Simon van Dammartin (ca. 1180-1239)   | Maria van Ponthieu (1199-1250)        | Maria van Ponthieu (1199-1250)        | Maria van Ponthieu (1199-1250) | Maria van Ponthieu (1199-1250) | Maria van Ponthieu (1199-1250) | Maria van Ponthieu (1199-1250) |  |  |  |  |  |  |  |  |  |  |  |  |  |  |  |  |  |  |  |  |  |  |  |  |  |  |  |  |  |  |  |  |  |  |  |  |  |  |  |  |  |  |  |  |  |  |  |  |
|                                   |                                   |                                   |                                   |                                      |                                      |                                         |                                         |                                         |                                         |                                         |                                         |                                   |                                   |                                                |                                                |                                                |                                                |                                                |                                                |                                       |                                       |                                |                                |                                        |                                        |                                        |                                        |                                        |                                        |                                |                                |                                        |                                        |                                        |                                        |                                        |                                        |                                     |                                     |                                    |                                    |                                     |                                     |                                       |                                       |                                       |                                       |                                       |                                       |                                |                                |                                |                                |  |  |  |  |  |  |  |  |  |  |  |  |  |  |  |  |  |  |  |  |  |  |  |  |  |  |  |  |  |  |  |  |  |  |  |  |  |  |  |  |  |  |  |  |  |  |  |  |
|                                   |                                   |                                   |                                   | Hendrik III van Engeland (1207-1272) | Hendrik III van Engeland (1207-1272) | Hendrik III van Engeland (1207-1272)    | Hendrik III van Engeland (1207-1272)    | Hendrik III van Engeland (1207-1272)    | Hendrik III van Engeland (1207-1272)    |                                         |                                         |                                   |                                   |                                                |                                                | Eleonora van Provence (ca. 1223-1291)          | Eleonora van Provence (ca. 1223-1291)          | Eleonora van Provence (ca. 1223-1291)          | Eleonora van Provence (ca. 1223-1291)          | Eleonora van Provence (ca. 1223-1291) | Eleonora van Provence (ca. 1223-1291) |                                |                                |                                        |                                        |                                        |                                        |                                        |                                        |                                |                                | Ferdinand III van Castilië (1199-1252) | Ferdinand III van Castilië (1199-1252) | Ferdinand III van Castilië (1199-1252) | Ferdinand III van Castilië (1199-1252) | Ferdinand III van Castilië (1199-1252) | Ferdinand III van Castilië (1199-1252) |                                     |                                     |                                    |                                    |                                     |                                     | Johanna van Dammartin (ca. 1220-1279) | Johanna van Dammartin (ca. 1220-1279) | Johanna van Dammartin (ca. 1220-1279) | Johanna van Dammartin (ca. 1220-1279) | Johanna van Dammartin (ca. 1220-1279) | Johanna van Dammartin (ca. 1220-1279) |                                |                                |                                |                                |  |  |  |  |  |  |  |  |  |  |  |  |  |  |  |  |  |  |  |  |  |  |  |  |  |  |  |  |  |  |  |  |  |  |  |  |  |  |  |  |  |  |  |  |  |  |  |  |
|                                   |                                   |                                   |                                   | Hendrik III van Engeland (1207-1272) | Hendrik III van Engeland (1207-1272) | Hendrik III van Engeland (1207-1272)    | Hendrik III van Engeland (1207-1272)    | Hendrik III van Engeland (1207-1272)    | Hendrik III van Engeland (1207-1272)    |                                         |                                         |                                   |                                   |                                                |                                                | Eleonora van Provence (ca. 1223-1291)          | Eleonora van Provence (ca. 1223-1291)          | Eleonora van Provence (ca. 1223-1291)          | Eleonora van Provence (ca. 1223-1291)          | Eleonora van Provence (ca. 1223-1291) | Eleonora van Provence (ca. 1223-1291) |                                |                                |                                        |                                        |                                        |                                        |                                        |                                        |                                |                                | Ferdinand III van Castilië (1199-1252) | Ferdinand III van Castilië (1199-1252) | Ferdinand III van Castilië (1199-1252) | Ferdinand III van Castilië (1199-1252) | Ferdinand III van Castilië (1199-1252) | Ferdinand III van Castilië (1199-1252) |                                     |                                     |                                    |                                    |                                     |                                     | Johanna van Dammartin (ca. 1220-1279) | Johanna van Dammartin (ca. 1220-1279) | Johanna van Dammartin (ca. 1220-1279) | Johanna van Dammartin (ca. 1220-1279) | Johanna van Dammartin (ca. 1220-1279) | Johanna van Dammartin (ca. 1220-1279) |                                |                                |                                |                                |  |  |  |  |  |  |  |  |  |  |  |  |  |  |  |  |  |  |  |  |  |  |  |  |  |  |  |  |  |  |  |  |  |  |  |  |  |  |  |  |  |  |  |  |  |  |  |  |
|                                   |                                   |                                   |                                   |                                      |                                      |                                         |                                         |                                         |                                         | Eduard I van Engeland (1239-1307)       | Eduard I van Engeland (1239-1307)       | Eduard I van Engeland (1239-1307) | Eduard I van Engeland (1239-1307) | Eduard I van Engeland (1239-1307)              | Eduard I van Engeland (1239-1307)              |                                                |                                                |                                                |                                                |                                       |                                       |                                |                                |                                        |                                        |                                        |                                        |                                        |                                        |                                |                                |                                        |                                        |                                        |                                        |                                        |                                        | Eleonora van Castilië (1241-1290)   | Eleonora van Castilië (1241-1290)   | Eleonora van Castilië (1241-1290)  | Eleonora van Castilië (1241-1290)  | Eleonora van Castilië (1241-1290)   | Eleonora van Castilië (1241-1290)   |                                       |                                       |                                       |                                       |                                       |                                       |                                |                                |                                |                                |  |  |  |  |  |  |  |  |  |  |  |  |  |  |  |  |  |  |  |  |  |  |  |  |  |  |  |  |  |  |  |  |  |  |  |  |  |  |  |  |  |  |  |  |  |  |  |  |
|                                   |                                   |                                   |                                   |                                      |                                      |                                         |                                         |                                         |                                         | Eduard I van Engeland (1239-1307)       | Eduard I van Engeland (1239-1307)       | Eduard I van Engeland (1239-1307) | Eduard I van Engeland (1239-1307) | Eduard I van Engeland (1239-1307)              | Eduard I van Engeland (1239-1307)              |                                                |                                                |                                                |                                                |                                       |                                       |                                |                                |                                        |                                        |                                        |                                        |                                        |                                        |                                |                                |                                        |                                        |                                        |                                        |                                        |                                        | Eleonora van Castilië (1241-1290)   | Eleonora van Castilië (1241-1290)   | Eleonora van Castilië (1241-1290)  | Eleonora van Castilië (1241-1290)  | Eleonora van Castilië (1241-1290)   | Eleonora van Castilië (1241-1290)   |                                       |                                       |                                       |                                       |                                       |                                       |                                |                                |                                |                                |  |  |  |  |  |  |  |  |  |  |  |  |  |  |  |  |  |  |  |  |  |  |  |  |  |  |  |  |  |  |  |  |  |  |  |  |  |  |  |  |  |  |  |  |  |  |  |  |
|                                   |                                   |                                   |                                   |                                      |                                      |                                         |                                         |                                         |                                         |                                         |                                         |                                   |                                   |                                                |                                                |                                                |                                                |                                                |                                                |                                       |                                       |                                |                                |                                        |                                        |                                        |                                        |                                        |                                        |                                |                                |                                        |                                        |                                        |                                        |                                        |                                        |                                     |                                     |                                    |                                    |                                     |                                     |                                       |                                       |                                       |                                       |                                       |                                       |                                |                                |                                |                                |  |  |  |  |  |  |  |  |  |  |  |  |  |  |  |  |  |  |  |  |  |  |  |  |  |  |  |  |  |  |  |  |  |  |  |  |  |  |  |  |  |  |  |  |  |  |  |  |
|                                   |                                   |                                   |                                   |                                      |                                      |                                         |                                         |                                         |                                         |                                         |                                         |                                   |                                   |                                                |                                                |                                                |                                                |                                                |                                                |                                       |                                       |                                |                                |                                        |                                        |                                        |                                        |                                        |                                        |                                |                                |                                        |                                        |                                        |                                        |                                        |                                        |                                     |                                     |                                    |                                    |                                     |                                     |                                       |                                       |                                       |                                       |                                       |                                       |                                |                                |                                |                                |  |  |  |  |  |  |  |  |  |  |  |  |  |  |  |  |  |  |  |  |  |  |  |  |  |  |  |  |  |  |  |  |  |  |  |  |  |  |  |  |  |  |  |  |  |  |  |  |
| Eleonora van Engeland (1269-1298) | Eleonora van Engeland (1269-1298) | Eleonora van Engeland (1269-1298) | Eleonora van Engeland (1269-1298) | Eleonora van Engeland (1269-1298)    | Eleonora van Engeland (1269-1298)    |                                         |                                         | Johanna van Akko (1271-1307)            | Johanna van Akko (1271-1307)            | Johanna van Akko (1271-1307)            | Johanna van Akko (1271-1307)            | Johanna van Akko (1271-1307)      | Johanna van Akko (1271-1307)      |                                                |                                                | Alfons van Chester (1273-1284)                 | Alfons van Chester (1273-1284)                 | Alfons van Chester (1273-1284)                 | Alfons van Chester (1273-1284)                 | Alfons van Chester (1273-1284)        | Alfons van Chester (1273-1284)        |                                |                                | Margaretha van Engeland (1275-na 1333) | Margaretha van Engeland (1275-na 1333) | Margaretha van Engeland (1275-na 1333) | Margaretha van Engeland (1275-na 1333) | Margaretha van Engeland (1275-na 1333) | Margaretha van Engeland (1275-na 1333) |                                |                                | Elisabeth van Engeland (1282-1316)     | Elisabeth van Engeland (1282-1316)     | Elisabeth van Engeland (1282-1316)     | Elisabeth van Engeland (1282-1316)     | Elisabeth van Engeland (1282-1316)     | Elisabeth van Engeland (1282-1316)     |                                     |                                     | Eduard II van Engeland (1284-1327) | Eduard II van Engeland (1284-1327) | Eduard II van Engeland (1284-1327)  | Eduard II van Engeland (1284-1327)  | Eduard II van Engeland (1284-1327)    | Eduard II van Engeland (1284-1327)    |                                       |                                       | 10 broers en zusters                  | 10 broers en zusters                  | 10 broers en zusters           | 10 broers en zusters           | 10 broers en zusters           | 10 broers en zusters           |  |  |  |  |  |  |  |  |  |  |  |  |  |  |  |  |  |  |  |  |  |  |  |  |  |  |  |  |  |  |  |  |  |  |  |  |  |  |  |  |  |  |  |  |  |  |  |  |